# Uncle Remus

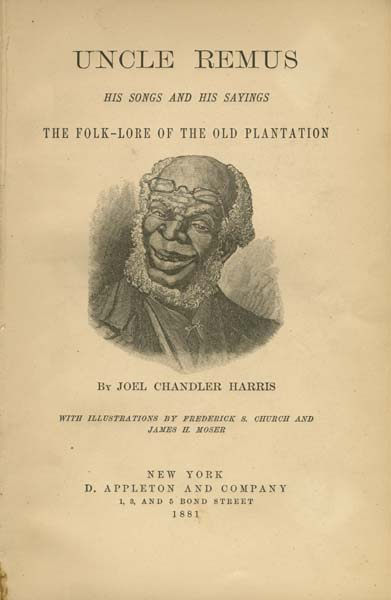
Uncle Remus, His Songs and His Sayings: The Folk-Lore of the Old Plantation, 1881

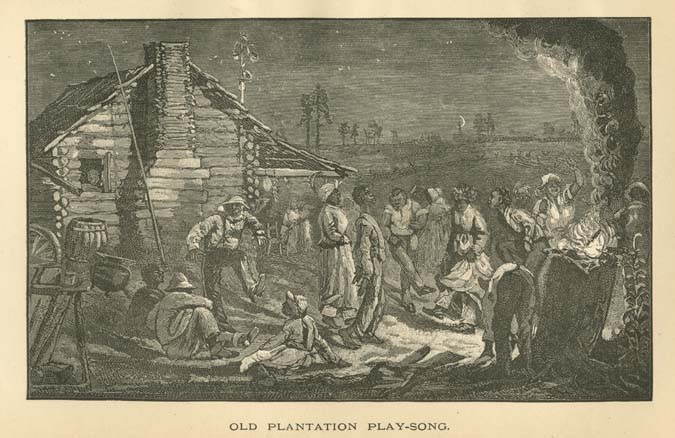
"Old Plantation Play-Song", aus Uncle Remus, His Songs and His Sayings: The Folk-Lore of the Old Plantation, 1881

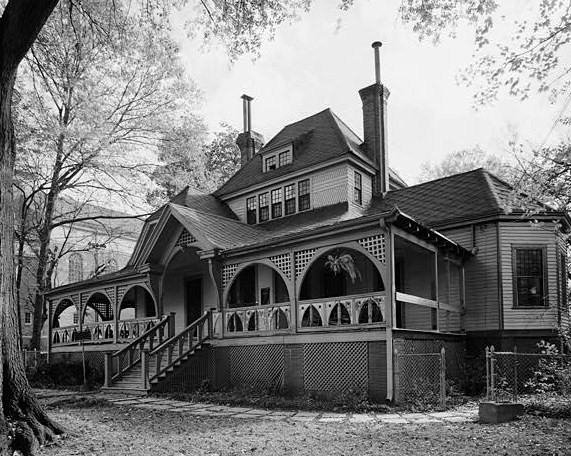
Joel Chandler Harris House (National Historic Landmark)

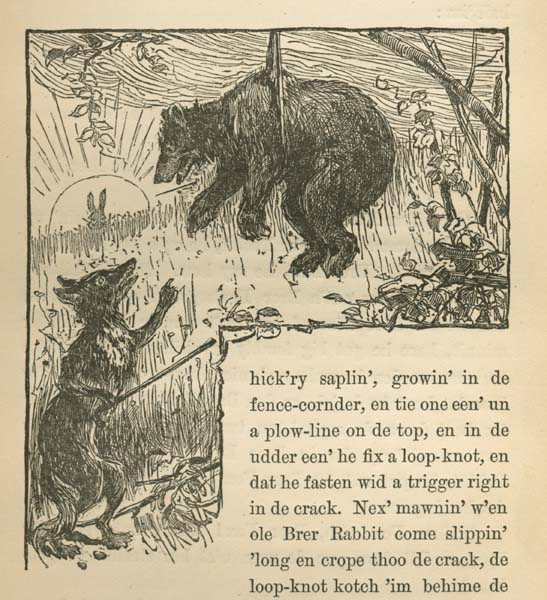
Buchillustration mit den Figuren Br'er Fox, Br'er Bear und Br'er Rabbit (Bruder Fuchs, Bruder Bär und Bruder Hase) im Hintergrund (Textausschnitt aus der Geschichte Mr. Rabbitt and Mr. Bear)

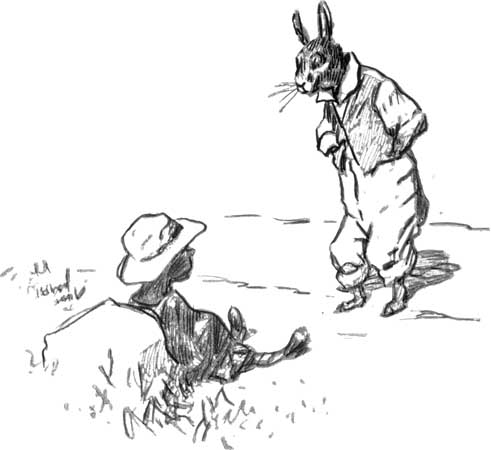
Br'er Rabbit und Tar-Baby

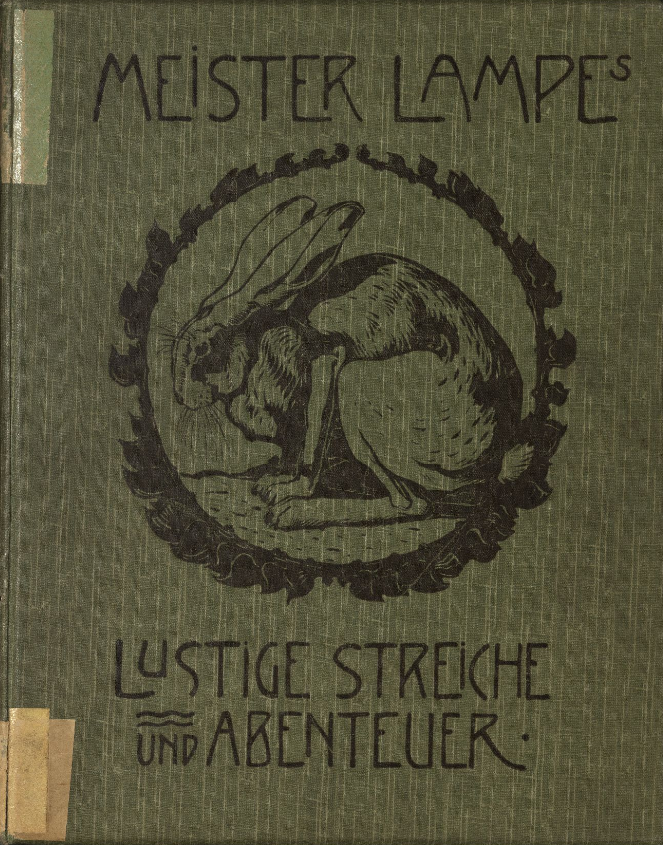
Nacherzählungen von Martin Boelitz (1904)

Uncle Remus (deutsch „Onkel Remus“) ist die Titelfigur und der fiktive Erzähler einer Sammlung von afrikanisch-amerikanischen Volkserzählungen (folktales), überwiegend von Versen und Geschichten über fiktive Tierfiguren, die von dem amerikanischen Journalisten, Autor und Volkskundler Joel Chandler Harris (1845–1908) im Atlanta (Georgia) der „post-Reconstruction“-Zeit eingerichtet und zusammengestellt, und zuerst 1881 in Buchform veröffentlicht wurden. Insgesamt erschienen sieben Uncle-Remus-Bücher von ihm. Für seine Geschichten bediente sich der Autor am Fabel-, Märchen- und Mythenschatz afrikanischer, indianischer und europäischer Völker. Bereits zuvor hatte Robert Roosevelt Brer-Rabbit-Geschichten veröffentlicht. Im Zentrum der volkstümlichen Uncle-Remus-Erzählungen stehen Charaktere wie der Trickster Br'er Rabbit (Bruder Hase), Brer Wolf, Brer Fox, Little Mister Cricket, die alte Aunt Mammy-Bammy-Big-Money, Daddy Jack aus dem „Low-Country“ und viele andere.
In den Geschichten spiegelt sich die Welt der alten Plantagen der amerikanischen Südstaaten (Deep South) wider: von Sklaven, die weder schreiben noch lesen können, dafür aber hervorragende Erzähler von Geschichten sind, die vom Vater an den Sohn weitergegeben werden.
Eine Besonderheit der Geschichten ist die phonetisch wiedergegebene Sprechweise, wodurch die Sprache der Sklaven in ihrem unverfälschten lokalen Dialekt einzufangen versucht wurde.
Die Uncle-Remus-Geschichten zählen zu den Meisterwerken der amerikanischen Literatur. Sie wurden in zahlreiche Sprachen übersetzt.
Von dem Maler A. B. Frost stammen bekannte Illustrationen zu den Geschichten.
Der Walt-Disney-Musical-Film Song of the South (dt. unter dem Titel: Onkel Remus’ Wunderland) aus dem Jahr 1946, worin Realschauspieler und Trickfilmfiguren gemeinsam auftreten, basiert auf den Onkel-Remus-Geschichten. Uncle Remus wird darin von James Baskett gespielt. Ein berühmter Song daraus ist Zip-a-Dee-Doo-Dah.
Ein von den Geschichten inspirierter Zeichentrickfilm Die Abenteuer von Bruder Hase erschien 2006 in den USA.

## Uncle-Remus-Bücher
- Uncle Remus: his songs and his sayings[8]
- Uncle Remus: His Songs & His Sayings with illustrations by Arthur Burdette Frost, 1896
- Nights With Uncle Remus: Myths & Legends of the Old Plantation with illustrations by Frederick Stuart Church & William Holbrook Beard, 1883
- Daddy Jake, the Runaway: & Short Stories Told After Dark with illustrations by Edward Windsor Kemble, 1889[9]
- Uncle Remus & His Friends: Old Plantation Stories, Songs, & Ballads with Sketches of Negro Character with illustrations by Arthur Burdette Frost, 1892[10]
- Told by Uncle Remus: New Stories of the Old Plantation with illustrations by Arthur Burdette Frost & J Condé and line drawings after half-tones by Frank Verbeck, 1905[11]
- Uncle Remus & Brer Rabbit with illustrations by J Condé, 1907
- Uncle Remus & the Little Boy with illustrations by J Condé, 1910
- Uncle Remus Returns with illustrations by Arthur Burdette Frost & J Condé, 1918
- Seven Tales of Uncle Remus, 1948

Übersetzungen (Auswahl)
- Harris, Joel Chandler & Janecek, Ota (Illustrationen): Onkel Remus erzählt. Verlag Werner Dausien 1965 Hanau
- Harris, Joel Chandler und Hans Petersen: Geschichten von Onkel Remus. Berlin, Kinderbuchverl., 1968.